# 96th Street (Manhattan)

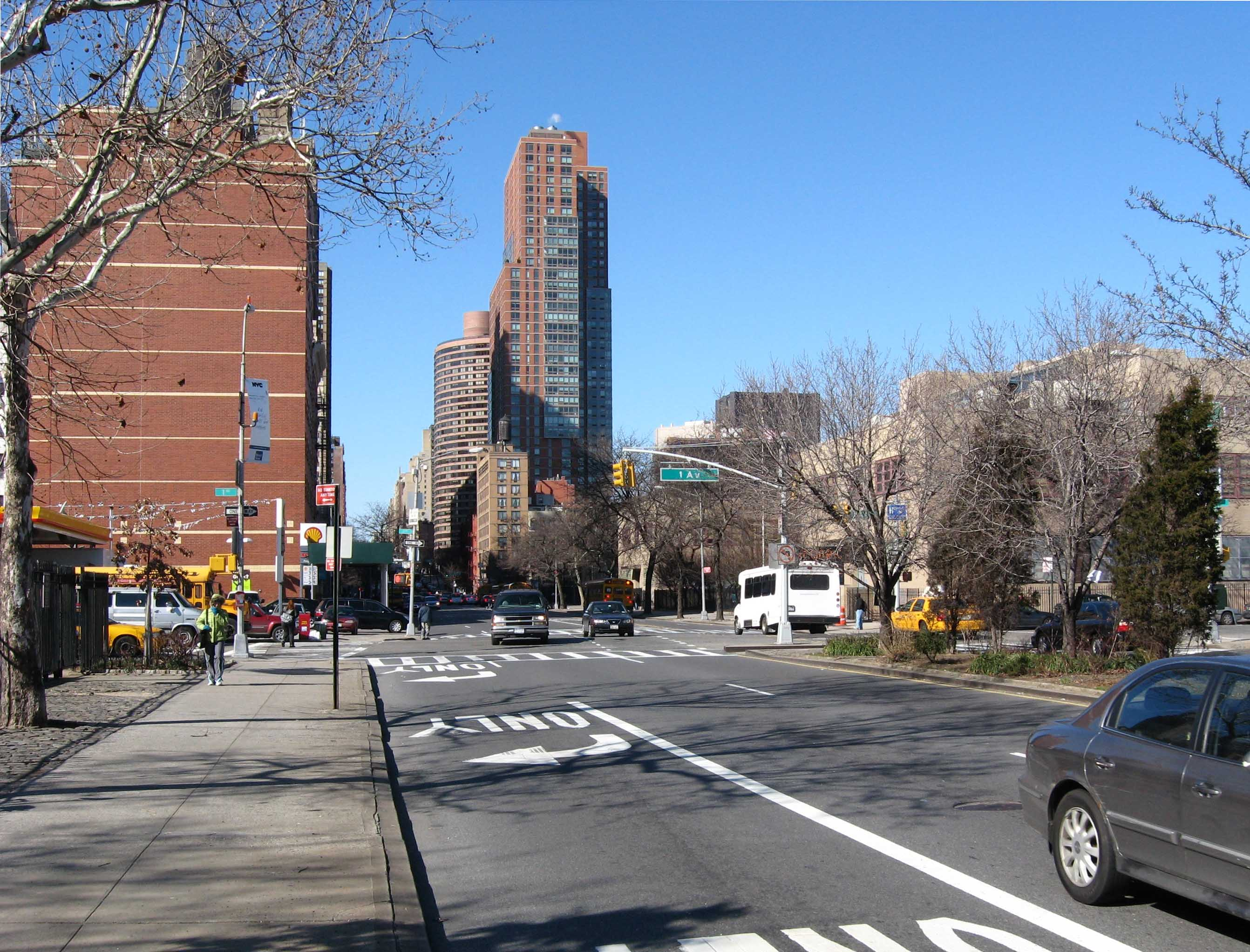
Kreuzung 96th Street und First Avenue

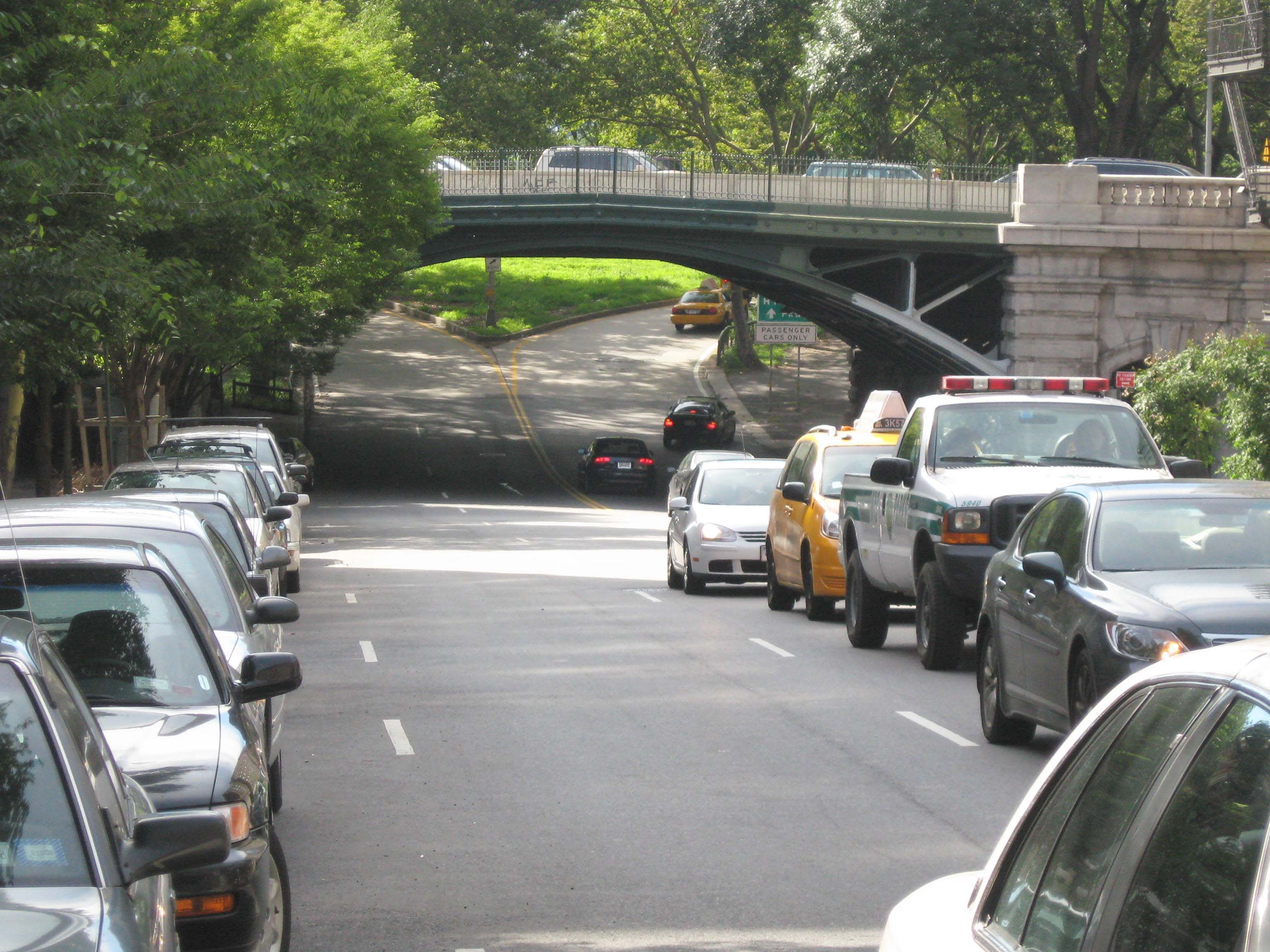
Das westliche Ende mit dem Zubringer zum Henry Hudson Parkway

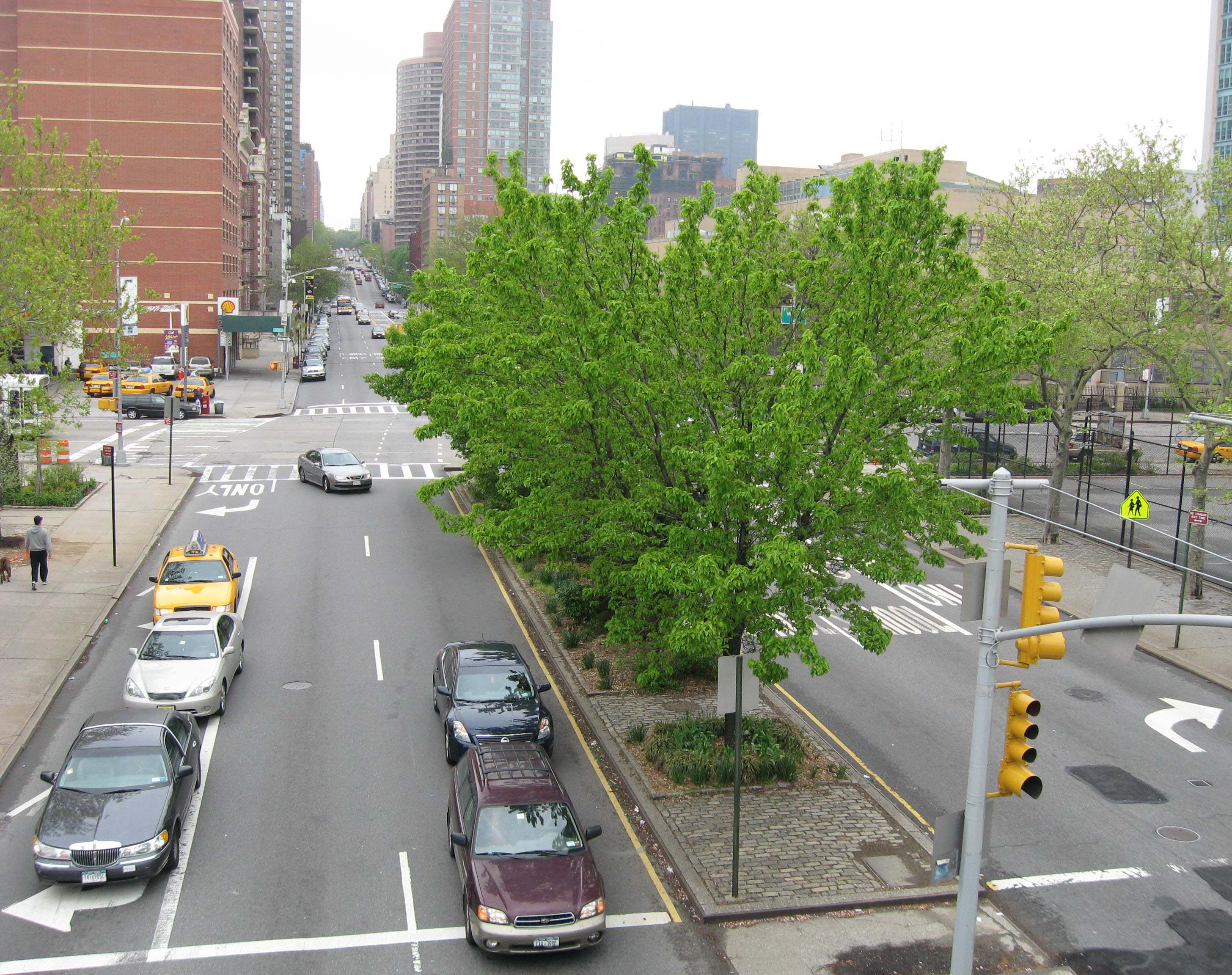
Die 96th Street von der Überführung des FDR Drive aus gesehen.

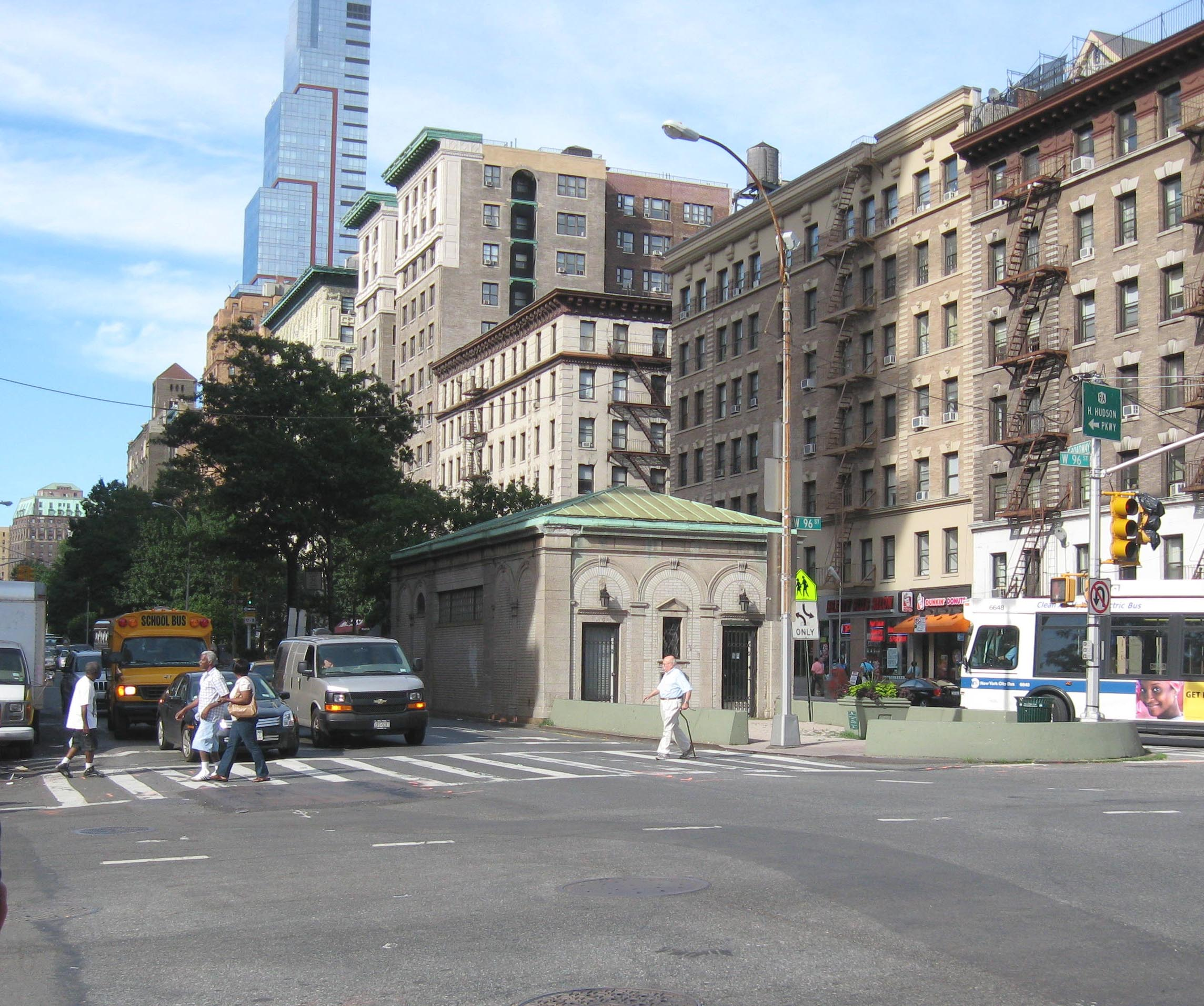
Das Broadway Community Center

Die 96th Street ist eine in Ost-West-Richtung verlaufende Hauptstraße im Stadtbezirk Manhattan in New York City.

## Lage und Verlauf
Die 96th Street verläuft durch East Harlem und die Upper West Side. Sie erstreckt sich vom Franklin D. Roosevelt East River Drive am East River im Osten bis zum Henry Hudson Parkway am Hudson River im Westen. Im Osten Manhattans ist die 96th Street die Grenze zwischen Yorkville im Süden und Spanish Harlem im Norden.
Die Straße wird durch den Central Park unterbrochen. Im Park gibt es Zubringer, die die 96th Street mit der 97th Street Transverse Road (auch: Transverse Road #4) verbinden, die durch den Park führt und die East Side mit der Westside über die 96th Street und 97th Street verbindet. Der Fußgängertor zum Central Park auf Höhe der 96th Street heißt auf der Westseite „Gate of all Saints“ („Allerheiligen-Tor“) und auf der Ostseite „Woodman’s Gate“ („Förster-Tor“).
Auf der Upper West Side fällt die 96th Street langsam in ein natürliches Tal ab, das auch als südliche Grenze des benachbarten Manhattan Valley aufgefasst wird, führt unter dem Riverside Drive hindurch und hat einen Zubringer zum Henry Hudson Parkway.

## Geschichte
Die 96th Street ist eine von 15 Querstraßen in New York City mit einer Breite von ca. 30,5 Metern (100 Fuß). Dies wurde im Commissioners’ Plan von 1811 festgelegt, der zugleich das gesamte Straßenraster Manhattans von der 14th Street bis nach Washington Heights regelte.
Für mehrere Jahrzehnte war die 96th Street, zumindest östlich der Park Avenue, eine unsichtbare Grenze zwischen der wohlhabenden Upper East Side und dem dicht besiedelten, aber auch deutlich ärmeren Spanish Harlem. Teile der 96th Street, insbesondere im Bereich der Second Avenue und Third Avenue, erfuhren eine erhebliche Gentrifizierung mit luxuriösen Wohnblocks, die von der Firma Related Rentals in den späten 1980er Jahren erbaut wurden.
Die 96th Street ist die nördliche Grenze des von der Abteilung Steam Operations im Konzern Consolidated Edison betriebenen New York City Steam System. Dieses Fernwärme-Netz versorgt über 100.000 Gebäude mit jährlich mehr als 13,6 Millionen Tonnen (30 Milliarden Pfund) heißem Wasserdampf – das größte Heizsystem dieser Art weltweit.

## Nahverkehr
Die New Yorker U-Bahn hat entlang der 96th Street folgende Haltestellen:
- 96th Street der Linien  am Broadway
- 96th Street der Linien  an Central Park West
- 96th Street der Linie  an der Lexington Avenue
- 96th Street der Linie  an der Second Avenue

Die Buslinie M96 bedient fast die gesamte 96th Street und die Buslinie M106 bedient den Westteil der Straße und verbindet diesen mit der East 106th Street.